# Kayserispor
Kayserispor (offiziell: Kayserispor Kulübü; deutsch Kayseri Sport Club) oder Bellona Kayserispor ist ein Sportverein aus dem türkischen Kayseri, welcher derzeit in der türkischen Süper Lig spielt. Der Verein trägt seine Heimspiele im RHG Enertürk Enerji Stadyumu aus.

## Geschichte
Die Mannschaft wurde am 1. Juli 1966 gegründet. Zu der Zeit besaß Kayseri zwar ein Stadion, aber keine professionelle Mannschaft, die die Stadt in der türkischen Fußballmeisterschaft repräsentieren konnte.
Der damalige Präsident des türkischen Fußballbundes Orhan Sefik Apak wollte, dass Fußball in allen Städten der Türkei eine wichtige Sportart wird, und versuchte den Fußball außerhalb der großen Städte im Westen der Türkei zu vermarkten. Aus diesem Grunde startete er eine Kampagne, indem er den Städten anbot, bei einem Zusammenschluss zweier lokaler Vereine diese neue Mannschaft in die zweite türkische Fußballliga aufzunehmen. So geschah es auch im Falle von Kayseri; weil sich die Vertreter der Stadt nicht rechtzeitig zur Wahrnehmung des Platzes in der zweiten Liga einig wurden, konnte der Fußballbund die neuen Mannschaften nur noch in eine neue (dritte) Liga aufnehmen. Daraufhin einigten sich die Verantwortlichen der Vereine Erciyes Gençlik, Yeni Sanayispor, Fenergençlik und Ortaanadoluspor zu einem einzigen Verein Kayserispor mit den Farben Rot-Gelb zu fusionieren. Zum Logo der Mannschaft wurde der am Stadtrand befindliche legendäre Berg Erciyes gewählt. Der Name Kayserispor sollte bis zur Neuzeit auch so bleiben, dazu jedoch später mehr.
Da man einen Start in der dritten Liga als unwürdig erachtete, wurde der damalige Präsident des Fußballbundes Apak nach Kayseri eingeladen. Von der Präsentation der Sportzentren und des Stadions zeigte sich Apak so angetan, dass Kayseri doch in die zweite Liga aufgenommen wurde. Nach einer großen Hilfsaktion in der Stadt für die neu gegründete Mannschaft brachten die Verantwortlichen die zu dieser Zeit hohe Summe von 65.000 Lira auf. Als Erstes verpflichtete man den Trainer Erdogan Gürhan, der vorher die Mannschaft von Erciyesspor trainierte. Nach einigen Revisionen im Kader und einigen neuen Transfers begann die Geschichte der erfolgreichsten Mannschaft der Stadt in der zweiten türkischen Liga.

### 1970er und 1980er Jahre
Ende der 1960er Jahre spielte Kayserispor eher im Mittelfeld der zweiten Liga, aber in der Saison 1972/73 gelang der Mannschaft ein sensationeller Erfolg und man beendete die Saison auf dem ersten Platz der Liga, sogar vor Trabzonspor, das später sechsmal türkischer Meister in der ersten Liga werden sollte und bis heute noch als einer der vier großen türkischen Vereine gilt. Nach zwei Jahren in der ersten Liga musste die Mannschaft wieder zurück in die zweite Liga. 1978/79 konnte sich die Mannschaft mit einer Tordifferenz von 66 Toren nochmals für die erste Liga qualifizieren. In der gleichen Saison bekam man mit Galatasaray Istanbul einen unangenehmen Gegner im türkischen Pokalwettbewerb, trotz der Schwierigkeiten besiegte man Galatasaray und qualifizierte sich zum ersten Mal für das Halbfinale des Pokals, in dem man jedoch gegen Adana Demirspor verlor. Im gleichen Jahr baute Kayserispor das erste Trainingszentrum für eine Fußballmannschaft der Türkei noch vor den großen Vereinen aus Istanbul. Ein Jahr später stieg die Mannschaft aber wiederum in die zweite Liga ab. In der Saison 1984/85 stieg die Mannschaft wieder in die erste Liga auf, aber schon 1986 musste die Mannschaft wieder in die zweite Liga, was eine lang anhaltende Krise mit sich brachte, die Kayserispor 1989/90 in die dritte Liga brachte. Einer der wichtigsten Gründe war auch, dass der damalige Bürgermeister sich kaum für Fußball und Kayserispor interessierte und somit die finanzielle Unterstützung der Stadt nicht mehr vorhanden war. Aber schon nach der Neuwahl des Bürgermeisters Niyazi Bahcecioğlu ein Jahr später bekam die Mannschaft wieder Geld von der Stadt und konnte sich wichtige Spieler kaufen, und aus diesem Grund gelang schon 1991 als Meister in der dritten Liga der Wiederaufstieg in die zweite Liga.

### 1990er Jahre
In der Saison 1992/93 gelang sogar der Aufstieg als erster der zweiten Liga mit einem riesigen Punkteabstand zum zweiten Petrolofisi. In den folgenden Jahren gelang es dem Verein sich halbwegs in der türkischen Liga zu etablieren und sich vier Jahre erstklassig zu beweisen, ehe man zur Saison 1996/97 jedoch erneut in die zweite Liga abstieg. Man schaffte zwar den sofortigen Wiederaufstieg, aber stieg letztendlich als Aufsteiger wieder ab. Der Verein blieb anschließend auch weiterhin zweitklassig.

### Aufstieg
Die Saison 2003/04 beendete man zwar als sechster, dennoch stieg man auf, da der damalige Aufsteiger Kayseri Erciyesspor durch einen Rollentausch mit Kayserispor die Aufstiegsrechte an Kayserispor übertrug. Man tauschte sowohl den Namen, als auch die komplette Mannschaft mit Kayserispor, somit stieg Kayserispor mit dem Kader von Kayseri Erciyesspor auf. Erciyesspor blieb zunächst weiter in der 2. Liga, ehe es im 2004 als zweiter Verein aus Kayseri in die Süper Lig aufstieg.

### Etablierung in der Süper-Lig
Kayserispor hatte es als Aufsteiger nicht leicht gehabt und musste mehrere Spieltage lang zittern, bis sie am 34. Spieltag als Tabellenvierzehnter den Klassenerhalt noch knapp sichern konnten. In der nächsten Saison hingegen überraschten sie die Liga und erreichten am Ende den fünften Tabellenplatz und konnten sich damit für den UI-Cup qualifizieren. Besonders bemerkenswert war die Stürmerleistung von Gökhan Ünal, der mit 25 Toren Torschützenkönig wurde. Kayserispor konnte auch in der neuen Saison überzeugen und belegte nach der Spielzeit erneut den 5. Tabellenplatz.
Am Ende der Saison 2007/08 gewann Kayserispor nach Elfmeterschießen gegen Gençlerbirliği Ankara mit 11:10, den türkischen Pokal.
Am 6. Dezember 2009 gelang Kayserispor durch den 3:0-Erfolg gegen Bursaspor und durch die Patzer der drei großen Istanbuler Vereine der Sprung an die Tabellenspitze. Bis dato der größte Erfolg in der Süperlig.

### Abstieg
Die Saison 2013/14 verlief sehr unglücklich, man musste mit vielen Verletzungen kämpfen. Am Ende der Saison konnte der Abstieg nicht verhindert werden.

### Saison 2021/22
In die Saison 2021/22 startete der Verein mit dem Trainer Yalcin Kosukavak, welcher nach einer Niederlage gegen Altay Izmir am ersten Spieltag entlassen wurde. Als neuer Cheftrainer wurde zum dritten Mal in der Vereinsgeschichte Hikmet Karaman eingestellt. Die Saison verlief mit vielen Aufs und Abs. Währenddessen legte der Verein eine beeindruckende Pokalserie hin. In der 3. Runde setzte sich Kayserispor mit einem 3:0 in der Verlängerung gegen den Viertligisten Artvin Hopaspor durch. Nachdem in der 4. Runde der Igdir FK mit einem deutlichen 4:0 besiegt worden war, setzte sich die Mannschaft von Karaman mit einem weiteren 4:0 gegen 68 Aksaray Belediyespor durch. Im Achtelfinale setzte sich Kayserispor mit einem Last-Minute-Tor mit einem 0:1 gegen Fenerbahce in Istanbul durch. Im Viertelfinale schafften sie es, sich gegen den Meister der vergangenen Saison Besiktas in Istanbul mit einem 1:2 durchzusetzen. Im Halbfinale wurden sie gegen den Meister der laufenden Saison Trabzonspor ausgelost. Im Hinspiel verloren sie in Trabzon 1:0. Das Rückspiel in Kayseri entschied der Gastgeber mit einem 4:2 für sich und wurde nach 14 Jahren zum zweiten Mal in der Vereinsgeschichte Finalist im türkischen Fußballpokal. Das Finale fand am 26. Mai 2022 im Atatürk-Olympiastadion in Istanbul statt. Dabei trafen die langjährigen Rivalen Kayserispor und Sivasspor aufeinander. Kayserispor verlor das Spiel 2:3 nach einem Gegentor in der 113. Spielminute.

### Europapokalbilanz
Durch den starken 5. Tabellenplatz gelang Kayserispor in der Saison 2006/07 erstmals der Einzug in einen internationalen Wettbewerb. In der zweiten UI-Cup-Runde bezwang der Verein den ungarischen Vertreter FC Sopron und erreichte damit das Finale. Dort gewann man gegen AE Larisa aus Griechenland souverän mit 2:0 und spielte damit in der 2. Qualifikationsrunde des UEFA-Cups. Nachdem sie den albanischen Club SK Tirana zweimal besiegt hatten, trafen sie als klarer Außenseiter in der 1. Hauptrunde des UEFA-Cups den niederländischen Vizemeister AZ Alkmaar. Das Hinspiel verloren sie auswärts mit 2:3. Im Rückspiel führte Kayseri sensationell mit 1:0, bis Dembélé in der 54. Minute ausglich und Kayserispor damit ausschied. Dennoch waren viele Experten von der Mannschaft aus Kayseri beeindruckt, da sie als erste türkische Mannschaft den UI-Cup gewonnen hatte. In der Saison 2007/08 war Kayserispor nicht für den UI-Cup qualifiziert, obwohl sie erneut den fünften Tabellenplatz belegt hatten. Da mit Kayseri Erciyesspor eine Mannschaft in das türkische Pokalfinale einzog, welche sich nicht durch eine Ligaplatzierung für die internationalen Wettbewerbe qualifiziert hatte, ging der UI-Cup-Startplatz an den Tabellenvierten Sivasspor. Für die Saison 2008/09 qualifizierte sich Kayserispor als türkischer Pokalsieger für den UEFA-Cup.
| Saison  | Wettbewerb         | Runde                  | Gegner              | Gesamt | Hin     | Rück    |
| ------- | ------------------ | ---------------------- | ------------------- | ------ | ------- | ------- |
| 2006    | UEFA Intertoto Cup | 2. Runde               | FC Sopron           | 4:3    | 3:3 (A) | 1:0 (H) |
| 2006    | UEFA Intertoto Cup | 3. Runde               | AE Larisa           | 2:0    | 0:0 (A) | 2:0 (H) |
| 2006/07 | UEFA-Pokal         | 2. Qualifikationsrunde | KF Tirana           | 5:1    | 2:0 (A) | 3:1 (H) |
| 2006/07 | UEFA-Pokal         | 1. Runde               | AZ Alkmaar          | 3:4    | 2:3 (A) | 1:1 (H) |
| 2008/09 | UEFA-Pokal         | 1. Runde               | Paris Saint-Germain | 1:2    | 1:2 (H) | 0:0 (A) |

Gesamtbilanz: 10 Spiele, 4 Siege, 4 Unentschieden, 2 Niederlagen, 15:10 Tore (Tordifferenz +5)

## Zuschauer und Fankultur

### Fans und Fanclubs
Kapalı Kale ist eine Ultragruppierung von Kayserispor, die seit 2008 besteht.

#### Ungewöhnliche Fan-Freundschaft
Im Gegensatz zur üblichen Rivalität zweier Fußballvereine aus einer Stadt hat der Verein eine ungewöhnliche Fan-Freundschaft mit Kayseri Erciyesspor. Beide Vereine teilen denselben Fanclub. Mehrheitlich sind die Fans von Kayserispor auch Fans von Erciyesspor.

#### Fan-Rivalität
Die größte Rivalität besteht zwischen Kayserispor und dem lokalen Nachbarn Sivasspor. Das Derby zwischen beiden Vereinen ist unter dem Namen Zentralanatolisches Derby (türkisch: İç Anadolu Derbisi) bekannt.

## Ligazugehörigkeit
- 1. Liga: 1973–1975, 1979–1980, 1985–1986, 1992–1996, 1997–1998, 2004–2014, seit 2015
- 2. Liga: 1966–1973, 1975–1979, 1980–1985, 1986–1989, 1991–1992, 1996–1997, 1998–2004, 2014–2015
- 3. Liga: 1989–1991

## Erfolge
- National[7]
  - Türkischer Pokalfinalist: 21/22
  - Türkischer Pokalsieger: 07/08
  - 7 × Aufstiege in die Süper Lig (ehemals 1. Lig)
    - 2015 als Meister der TFF 1. Lig
    - 2004 als Übernehmer bzw. Austausch des Aufstiegsrecht[6]
    - 1997 als Vizemeister (Aufstiegsrunde) der Türkiye 2. Futbol Ligi
    - 1992 als Gruppensieger (Gruppe C) der Türkiye 2. Futbol Ligi
    - 1985 als Gruppensieger (Gruppe B) der Türkiye 2. Futbol Ligi
    - 1979 als Playoff-Sieger der Türkiye 2. Futbol Ligi
    - 1973 als Gruppensieger (Gruppe Rot) der Türkiye 2. Futbol Ligi

- International
  - UEFA-Pokal – Endturnier-Teilnahmen[4]
    - 2006/07 als UEFA Intertoto Cupsieger 2006
    - 2008/09 als türkischer Pokalsieger 2008

  - UEFA Intertoto Cup
    - Sieger 2006[4]

### Individuelle Erfolge von Spielern
- Torschützenkönig der Süper Lig[8]
  - Gökhan Ünal in der Saison 2005/06 mit 25 Toren
  - Ariza Makukula in der Saison 2009/10 mit 21 Toren

## Stadion
Kayserispor bestreitet seine Heimspiele im RHG Enertürk Enerji. Das Stadion hat eine Kapazität von 31.856 Zuschauern. 

## Die Profimannschaft

### Aktueller Kader 2025/26
- Letzte Aktualisierung: 16. August 2025[9][10]

| Nr.        | Nat.          | Name                | Geburtstag    | im Verein seit | Vertrag bis |
| Tor        | Tor           | Tor                 | Tor           | Tor            | Tor         |
| ---------- | ------------- | ------------------- | ------------- | -------------- | ----------- |
| 01         | Turkei        | Onurcan Piri        | 28. Sep. 1994 | 2023           | 2026        |
| 25         | Niederlande   | Bilal Bayazıt       | 8. Apr. 1999  | 2021           | 2026        |
| 39         | Turkei        | Mehmet Şamil Öztürk | 9. Mai 2005   | 2018           | 2028        |
| Abwehr     |               |                     |               |                |             |
| 03         | Turkei        | Abdulsamet Burak    | 13. Mai 1996  | 2025           | 2027        |
| 04         | Suriname      | Stefano Denswil     | 7. Mai 1993   | 2025           | 2026        |
| 05         | Iran          | Majid Hosseini      | 20. Juni 1996 | 2021           | 2027        |
| 11         | Turkei        | Gökhan Sazdağı      | 20. Sep. 1994 | 2021           | 2026        |
| 17         | Turkei        | Burak Kapacak L     | 12. Aug. 1999 | 2025           | 2026        |
| 23         | Frankreich    | Lionel Carole       | 12. Apr. 1991 | 2021           | 2026        |
| 29         | Turkei        | Kayra Cihan U19     | 30. Sep. 2007 | 2025           | 2028        |
| 35         | Turkei        | Batuhan Özgan U19   | 5. Jan. 2007  | 2018           | 2026        |
| 54         | Turkei        | Arif Kocaman        | 14. Sep. 2003 | 2022           | 2026        |
| 77         | Turkei        | Nurettin Korkmaz    | 27. Juni 2002 | 2013           | 2027        |
| Mittelfeld |               |                     |               |                |             |
| 06         | Iran          | Ali Karimi          | 11. Feb. 1994 | 2021           | 2027        |
| 10         | Portugal      | João Mendes         | 21. Okt. 1994 | 2025           | 2027        |
| 16         | Turkei        | Mehmet Eray Özbek   | 9. Jan. 2003  | 2014           | 2026        |
| 21         | Turkei        | Yiğit Emre Çeltik   | 7. Apr. 2003  | 2023           | 2027        |
| 24         | Turkei        | Dorukhan Toköz      | 21. Mai 1996  | 2025           | 2027        |
| 26         | Turkei        | Baran Ali Gezek     | 26. Aug. 2005 | 2018           | 2028        |
| 37         | Deutschland   | Gideon Jung         | 12. Sep. 1994 | 2025           | 2027        |
| 79         | Ghana         | Yaw Ackah           | 1. Juni 1999  | 2020           | 2026        |
| –          | Slowakei      | László Bénes L      | 9. Sep. 1997  | 2025           | 2026        |
| –          | Turkei        | Berat Eskin         | 13. Okt. 2004 | 2024           | 2028        |
| Sturm      |               |                     |               |                |             |
| 07         | Portugal      | Miguel Cardoso      | 19. Juni 1994 | 2021           | 2027        |
| 20         | Guinea-Bissau | Carlos Mané         | 11. März 1994 | 2021           | 2026        |
| 22         | Albanien      | Indrit Tuci L       | 14. Sep. 2000 | 2025           | 2026        |
| 28         | Turkei        | Ramazan Civelek     | 22. Jan. 1996 | 2021           | 2027        |
| 30         | Deutschland   | Aaron Opoku         | 28. März 1999 | 2025           | 2027        |
| 50         | Turkei        | Berkan Arslan       | 10. März 2004 | 2019           | 2026        |
| 99         | Turkei        | Talha Sarıarslan    | 18. Jan. 2004 | 2014           | 2026        |

| Verliehene Spieler | Verliehene Spieler    | Verliehene Spieler |
| Nr.                | Spieler               | Verein             |
| ------------------ | --------------------- | ------------------ |
| 03                 | Muhammed Eren Arıkan  | Erciyes 38 FK      |
| 38                 | Ethem Balcı           | Erciyes 38 FK      |
| 19                 | Ahmet Kağan Malatyalı | Erciyes 38 FK      |
| 11                 | Alperen Öztaş         | Erciyes 38 FK      |
| –                  | Necip Özer            | Erciyes 38 FK      |

### Rekordspieler
| Rang                 | Name                  | Einsätze | Zeitraum             |
| -------------------- | --------------------- | -------- | -------------------- |
| 1.                   | Abdullah Durak        | 159      | 2008–2014            |
| 2.                   | Mehmet Topuz          | 158      | 2004–2009            |
| 3.                   | İlhan Parlak          | 139      | 2004–2007, 2020–2023 |
| 4.                   | Gökhan Ünal           | 135      | 2004–2012            |
| 5.                   | Ramazan Civelek       | 134      | 2021–                |
| 6.                   | Joseph Attamah        | 132      | 2020–2025            |
| 7.                   | Dimitrios Kolovetsios | 128      | 2020–2025            |
| 8.                   | Silviu Lung Jr.       | 125      | 2017–2022            |
| 9.                   | Aydın Toscalı         | 124      | 2005–2010            |
| 10.                  | Miguel Cardoso        | 122      | 2021–                |
| Stand: 20. Juli 2025 |                       |          |                      |

| Rang                 | Name           | Tor | Einsätze | Tor/Spiel |
| -------------------- | -------------- | --- | -------- | --------- |
| 01.                  | Gökhan Ünal    | 67  | 135      | 0,5       |
| 02.                  | Mehmet Topuz   | 33  | 158      | 0,21      |
| 03.                  | Mame Thiam     | 30  | 70       | 0,43      |
| 04.                  | Umut Bulut     | 23  | 102      | 0,23      |
| 05.                  | Ariza Makukula | 21  | 29       | 0,72      |
| 05.                  | Bobô           | 21  | 48       | 0,44      |
| 05.                  | Deniz Türüç    | 21  | 122      | 0,17      |
| 08.                  | Miguel Cardoso | 20  | 122      | 0,16      |
| 09.                  | İlhan Parlak   | 19  | 139      | 0,14      |
| 010.                 | Pedro Henrique | 18  | 59       | 0,31      |
| 010.                 | Franco Cángele | 18  | 87       | 0,21      |
| Stand: 20. Juli 2025 |                |     |          |           |

## Ehemalige Trainer (Auswahl)
- Hüsnü Özkara (Juli 2004 – September 2004)
- Hikmet Karaman (Oktober 2004 – Juni 2005)
- Ertuğrul Sağlam 2 (Juni 2005 – Juli 2007)
- Tolunay Kafkas (Juni 2007 – Mai 2010)
- Schota Arweladse (Juli 2010 – Oktober 2012)
- Robert Prosinečki (Oktober 2012 – Dezember 2013)
- Domingos Paciência (Januar 2014 – März 2014)
- Ertuğrul Seçme 1 (März 2014 – Mai 2014)
- Mutlu Topçu (Juni 2014 – September 2014)
- Cüneyt Dumlupınar 3 (September 2014 – Juni 2015)
- Tolunay Kafkas (Juli 2015 – März 2016)
- Hakan Kutlu (März 2016 – Dezember 2016)
- Ertuğrul Seçme 1 (Dezember 2016 – Januar 2017)
- Sergen Yalçın (Januar 2017 – April 2017)
- Mesut Bakkal (April 2017 – Juni 2017)
- Marius Șumudică (Juni 2017 – Mai 2018)
- Ertuğrul Sağlam (Mai 2018 – Dezember 2018)
- Hikmet Karaman (Dezember 2018 – Oktober 2019)
- Samet Aybaba (Oktober 2019)
- Bülent Uygun (Oktober 2019 – Dezember 2019)
- Robert Prosinečki (Dezember 2019 – August 2020)
- Bayram Bektaş (August 2020 – November 2020)
- Samet Aybaba (November 2020 – Januar 2021)[7]
- Dan Petrescu (Januar 2021 – Februar 2021)
- Ugur Kulaksız 1 (Februar 2021 – März 2021)
- Hamza Hamzaoğlu (März 2021 – April 2021)
- Yalçın Koşukavak (April 2021 – August 2021)
- Hikmet Karaman (August 2021 – Mai 2022)
- Çağdaş Atan (Juni 2022 – September 2023)
- Recep Uçar (September 2023 – Januar 2024)
- Burak Yılmaz (Januar 2024 – September 2024)
- Alper Kelkitli 1 (Oktober 2024)
- Sinan Kaloğlu (Oktober 2024 – Januar 2025)
- Sergej Jakirović (Januar 2025 – Juni 2025)
- Markus Gisdol (seit Juli 2025)

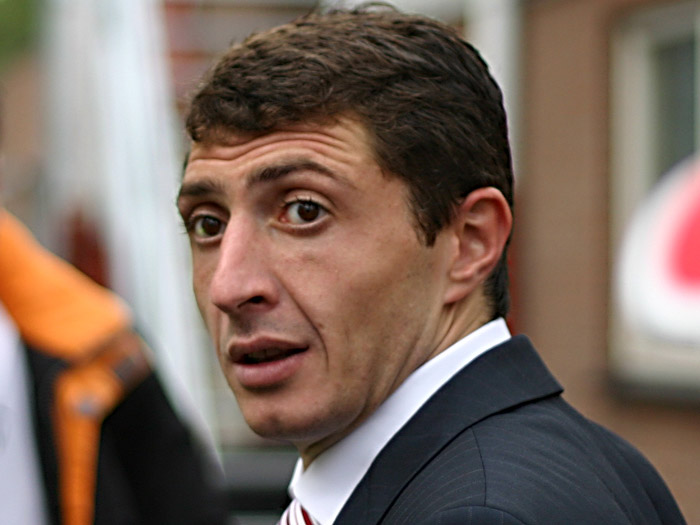
Schota Arweladse
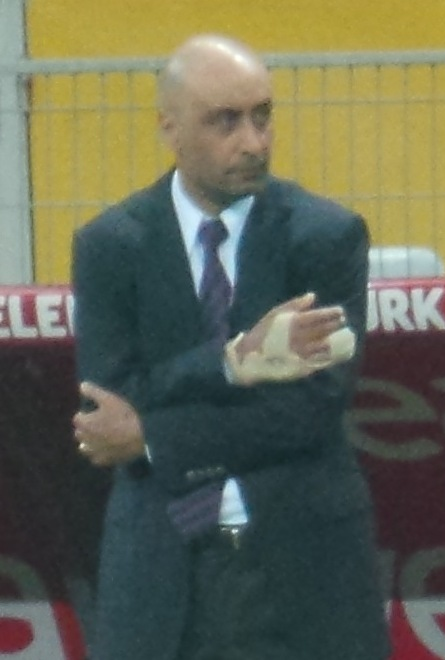
Tolunay Kafkas
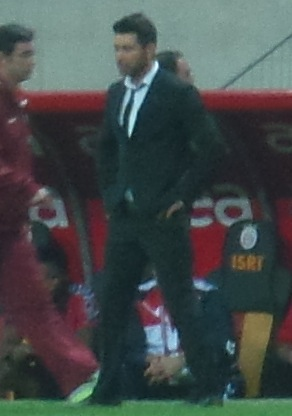
Hakan Kutlu
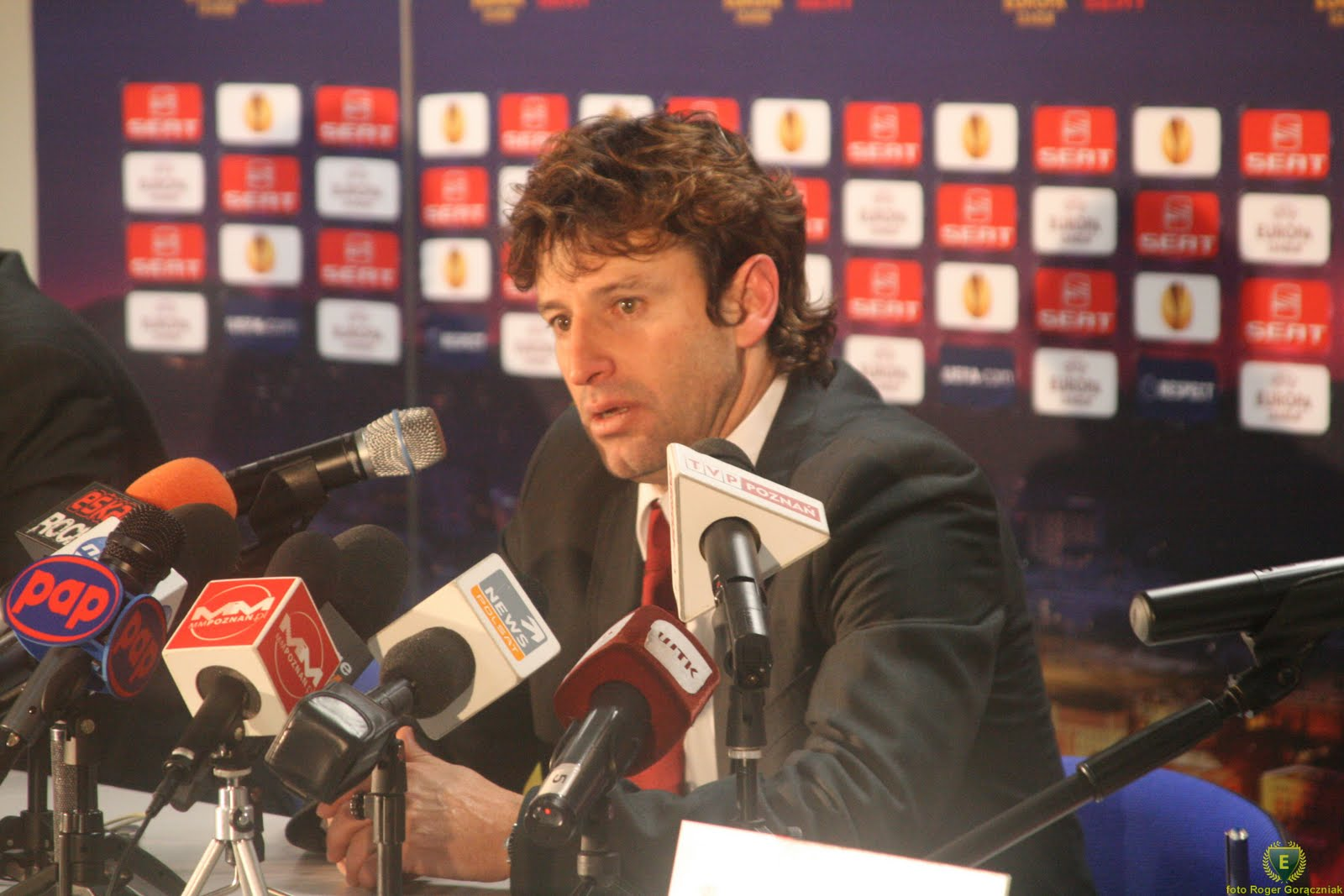
Domingos Paciência
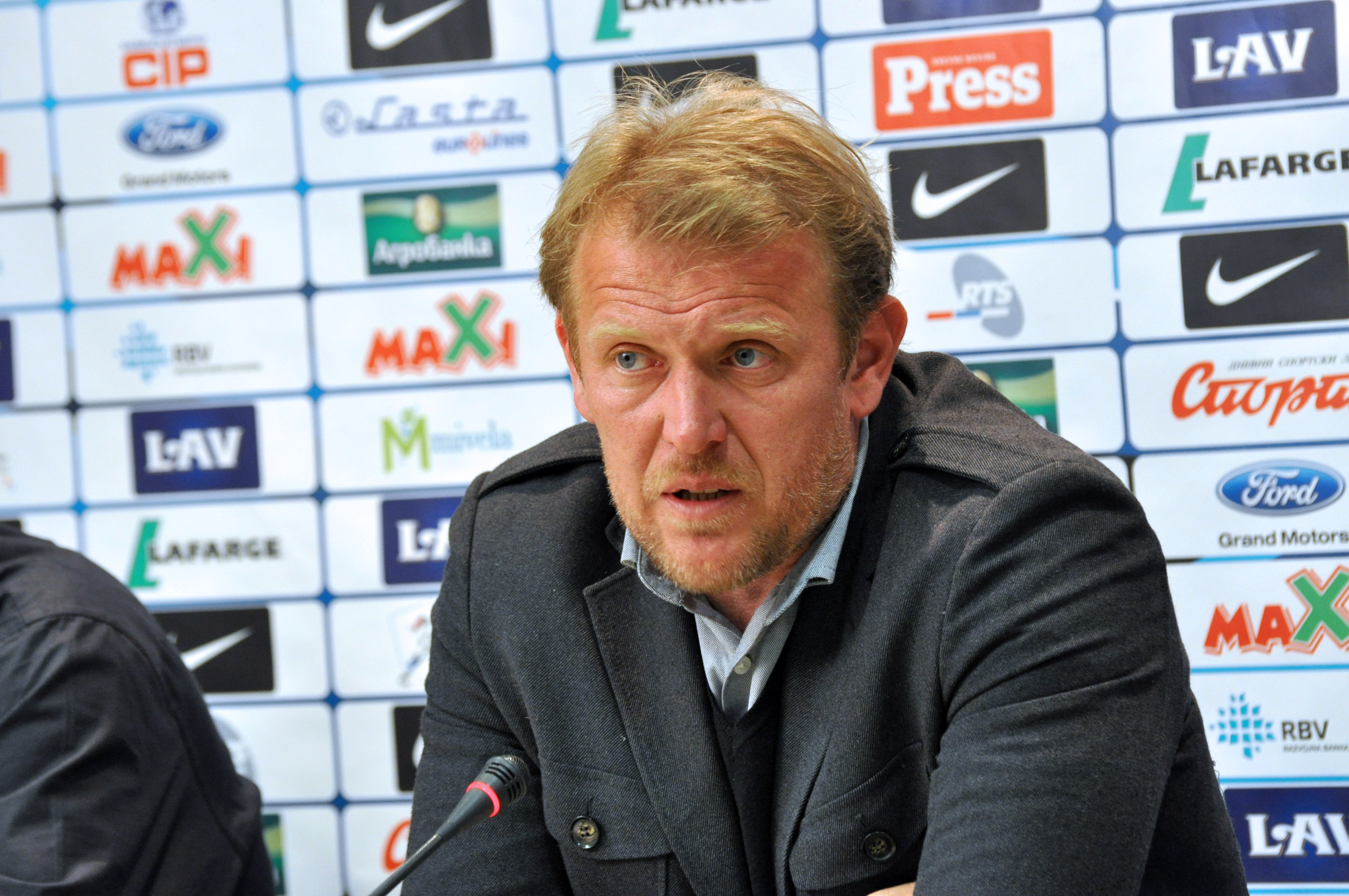
Robert Prosinečki
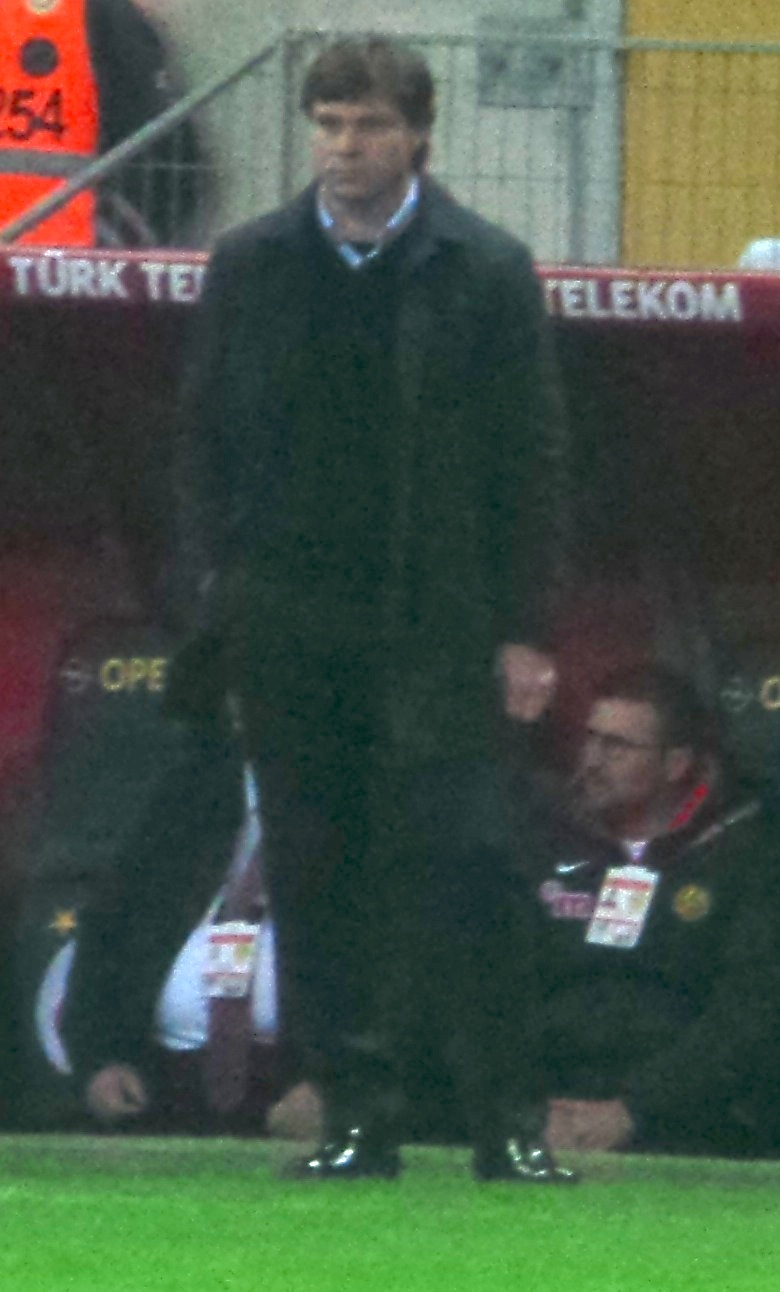
Ertuğrul Sağlam
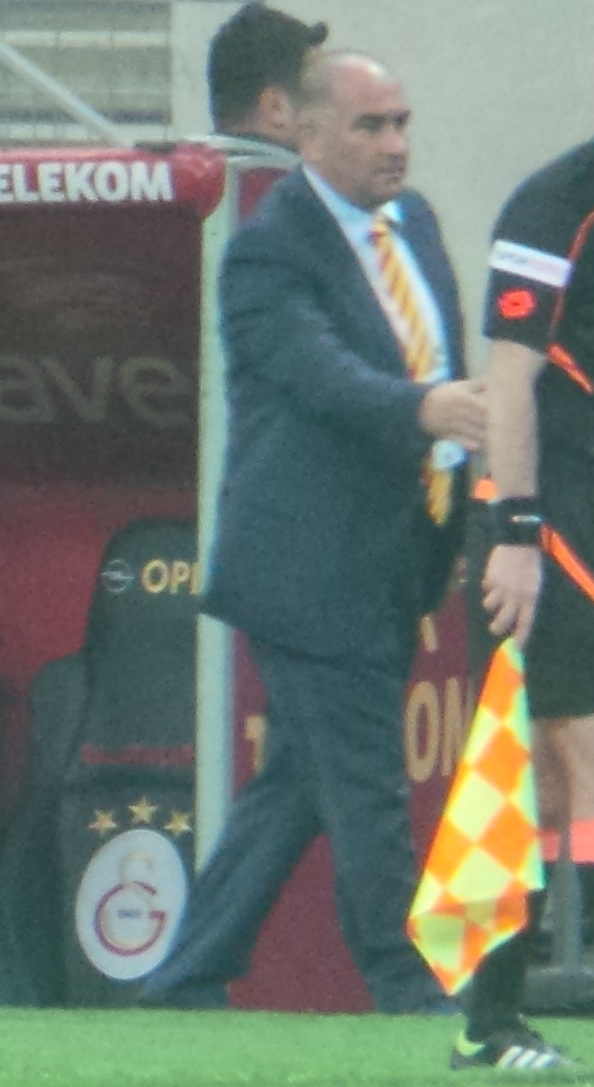
Ertuğrul Seçme
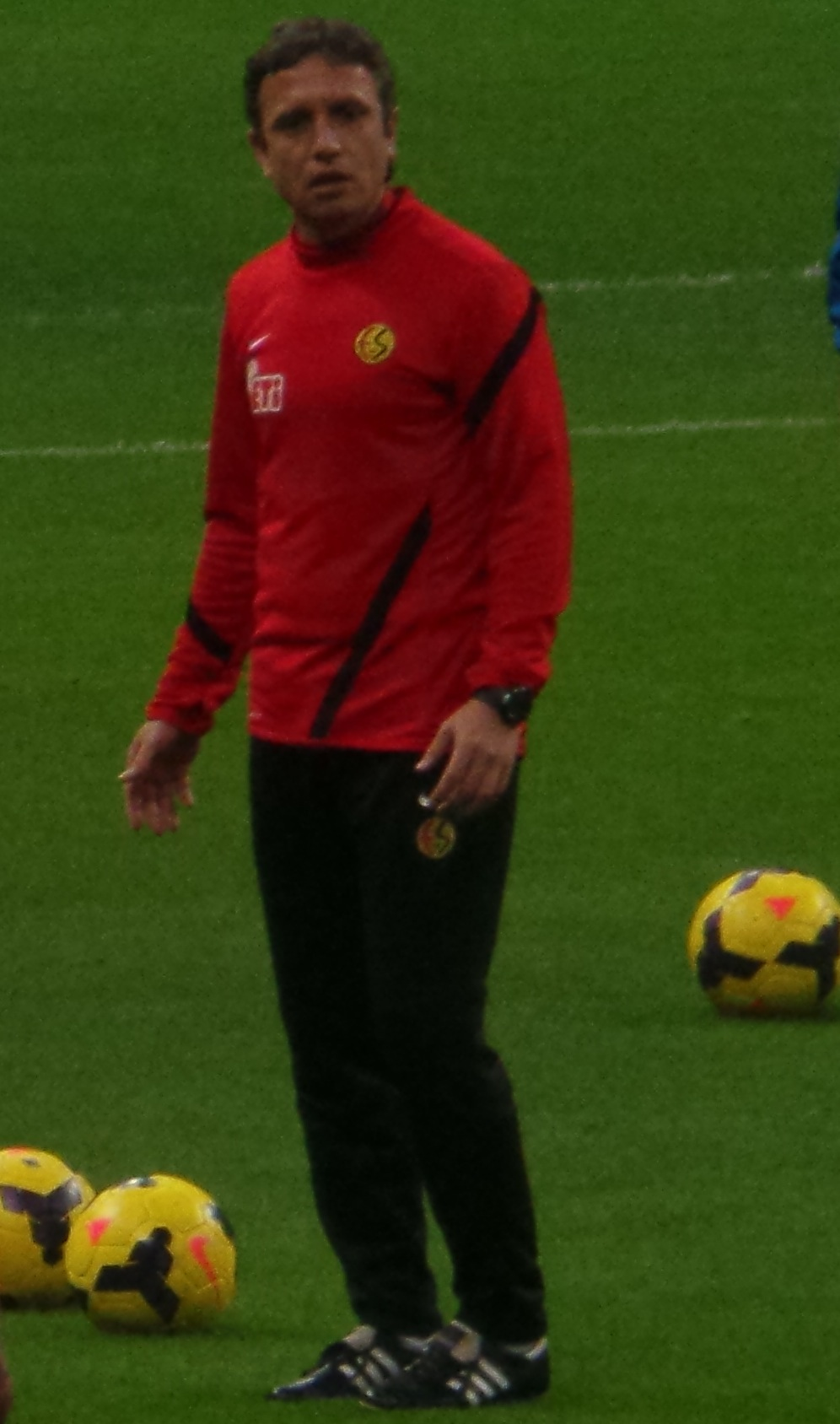
Mutlu Topçu
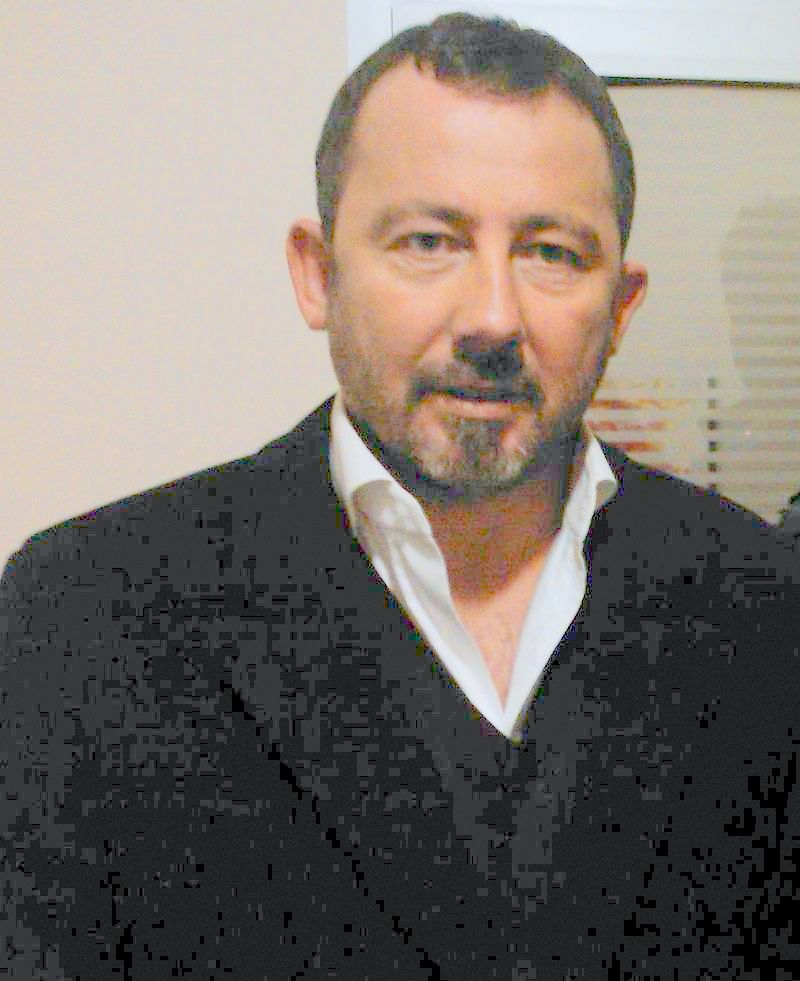
Sergen Yalçın